# Wilhelm Scherer
Wilhelm Scherer (født 26. april 1841 i Schönborn i Niederösterreich, død 6. august 1886 i Berlin) var en østrigsk germanist og litteraturhistoriker.
Scherer studerede germanistik og litteraturhistorie i Wien og Berlin, habiliterede sig i Wien, hvor han i 1868 blev professor i tysk sprog og litteratur. I 1872 blev han ansat i Strassbourg og kom endelig  til Berlin i 1877, hvor han blev en indflydelsesrig repræsentant for sin tids tyske litteraturforskning. I 1882 blev han medlem af det preussiske Akademie der Wissenschaften.
Han har skrevet en studie over Jacob Grimm (1865), Deutsche Studien og Vorträge und Aufsätze.
Dertil kommer Geschichte der deutschen Literatur (1883, 12. oplag 1912), hans hovedværk, der var en vejleder gennem tyske litteraturs forskellige tidsaldre. Derudover har han skrevet Aufsätze über Goethe. Efter Scherers død udgav hans elever Konrad Burdach og Erich Schmidt Kleine Schriften, 2 bind (1893).